# Janis Stamulis
Janis Stamulis, gr. Γιάννης Σταμούλης (ur. 12 września 1930 w Tebach, zm. 3 grudnia 2007 w Atenach) – grecki polityk i prawnik, poseł do Parlamentu Europejskiego III kadencji.

## Życiorys
Ukończył studia prawnicze na Uniwersytecie Narodowym im. Kapodistriasa w Atenach. Praktykował jako adwokat. Zyskał rozpoznawalność, pozywając państwo niemieckie o odszkodowanie za zbrodnię w Distomo. Przewodniczył greckiej federacji stowarzyszeń ofiar okupacji.
Był długoletnim działaczem PASOK-u. Od 1989 do 1994 sprawował mandat eurodeputowanego III kadencji, należąc do frakcji socjalistycznej i zajmując stanowisko wiceprzewodniczącego Komisji ds. Regulaminu, Weryfikacji Mandatów i Immunitetów. Następnie do 1998 pełnił funkcję prefekta Beocji.